# Communauté de communes Avenir et développement du secteur des Trois Rivières
Die Communauté de communes Avenir et développement du secteur des Trois Rivières ist ein ehemaliger französischer Gemeindeverband (Communauté de communes) im Département Seine-et-Marne und der Region Île-de-France. Er wurde am 10. Dezember 1993 gegründet. 

## Mitglieder
(Stand 1. Januar 2010)
- Amillis
- Beautheil
- La Celle-sur-Morin
- Chailly-en-Brie
- Chevru
- Dagny
- Hautefeuille
- Marolles-en-Brie
- Mauperthuis
- Pézarches
- Saints
- Touquin

## Quelle
- Le SPLAF - (Website zur Bevölkerung und Verwaltungsgrenzen in Frankreich (frz.))